# Gazela-eritreia
A gazela-eritreia (Eudorcas tilonura), também chamada de gazela-de-heuglin, é uma espécie de gazela do gênero Eudorcas encontrada a leste do rio Nilo, na Eritreia, no Sudão e na Etiópia. Era tratada como uma subespécie da gazela-de-fronte-vermelha (Eudorcas rufifrons), mas atualmente é considerada uma espécie separada. Foi descrita por Martin Theodor von Heuglin em 1869.